# Olimpíada de Mayo

Logo oficial da Olimpíada de Mayo.

A Olimpíada de Maio (Olimpíada de Mayo ou somente OM) é uma competição anual de matemática destinada a estudantes do ensino fundamental e ensino médio. Trata-se de uma das Olimpíadas Internacionais de Ciências. Participam desta estudantes dos países da América Latina, e de Portugal e Espanha. 
A sua primeira edição ocorreu em 1995. Participam do certame equipes representando seus respectivos países, formadas pelos estudantes premiados em suas respectivas olimpíadas nacionais de matemática e uma comissão nacional.

## Níveis de participação
A Olympíada de Mayo realiza-se anualmente em dois níveis, de acordo com a escolaridade do aluno:
- Primeiro Nível - para alunos que não tenham completado 13 anos até dezembro do ano anterior ao de realização da competição.
- Segundo Nível - para alunos que não tenham completado 15 anos até dezembro do ano anterior ao de realização da competição.[2]

## Provas
A avaliação é composta por uma prova teórica, a ser aplicada no segundo sábado de maio. Cabe ao Comitê Organizador Local elaborar a avaliação, sujeita à aprovação do Júri Internacional. 
.
A prova é composta por 5 questões, abrangendo conteúdos como Geometria, Álgebra, Teoria dos Números, Análise, Combinatória, Trigonometria e Estatística. Cada questão vale 10 pontos, e o tempo de duração da prova é de 3 horas.
Não é permitida a utilização de calculadoras e quaisquer outros dispositivos eletrônicos durante a prova.
As provas são sempre aplicadas em cada país de origem dos participantes, e enviadas ao comitê central para avaliação.

## Premiação
Após a correção das provas, um ranking é elaborado baseado na nota total obtida por cada estudante, e a definição dos premiados segue o critério a seguir para cada nível: 

- medalha de ouro: 10 primeiros.
- medalha de prata: 20 primeiros subsequentes aos medalhistas de ouro.
- medalha de bronze: 40 primeiros subsequentes aos medalhistas de prata.
- menção honrosa: 80 primeiros subsequentes aos medalhistas de bronze.

## O Brasil na Olimpíada de Maio

### Resultados obtidos
| Ano   | Edição | País Sede[SEDE] | Ouro | Prata | Bronze | Menção |
| ----- | ------ | --------------- | ---- | ----- | ------ | ------ |
| 1997  | 3      | Argentina       | 2    | 4     | 8      | 6      |
| 1998  | 4      | Argentina       | 2    | 5     | 8      | 7      |
| 1999  | 5      | Argentina       | 2    | 4     | 8      | 6      |
| 2000  | 6      | Argentina       | 2    | 4     | 8      | 6      |
| 2001  | 7      | Argentina       | 2    | 4     | 8      | 6      |
| 2002  | 8      | Argentina       | 2    | 4     | 8      | 6      |
| 2003  | 9      | Argentina       | 2    | 4     | 8      | 6      |
| 2004  | 10     | Argentina       | 2    | 4     | 8      | 6      |
| 2005  | 11     | Argentina       | 2    | 4     | 8      | 7      |
| 2006  | 12     | Argentina       | 2    | 4     | 8      | 6      |
| 2007  | 13     | Argentina       | 2    | 4     | 8      | 6      |
| 2008  | 14     | Argentina       | 2    | 4     | 8      | 6      |
| 2009  | 15     | Argentina       | 2    | 4     | 8      | 6      |
| 2010  | 16     | Argentina       | 2    | 4     | 8      | 6      |
| 2011  | 17     | Argentina       | 2    | 4     | 8      | 6      |
| 2012  | 18     | Argentina       | 2    | 4     | 8      | 6      |
| 2013  | 19     | Argentina       | 2    | 4     | 8      | 6      |
| 2014  | 20     | Argentina       | 2    | 4     | 8      | 6      |
| 2015  | 21     | Argentina       | 2    | 4     | 8      | 6      |
| 2016  | 22     | Argentina       | 2    | 4     | 8      | 6      |
| 2017  | 23     | Argentina       | 2    | 4     | 8      | 6      |
| 2018  | 24     | Argentina       | 2    | 4     | 8      | 6      |
| 2019  | 25     | Argentina       | 2    | 4     | 8      | 6      |
| 2020  | 26     | Argentina       | 2    | 4     | 8      | 6      |
| 2021  | 27     | Argentina       | 1    | 5     | 8      | 6      |
| 2022  | 28     | Argentina       | 2    | 4     | 8      | 6      |
| TOTAL | TOTAL  | TOTAL           | 51   | 106   | 208    | 158    |

- ^  refere-se à sede das correções de provas.